# Associated Board of the Royal Schools of Music

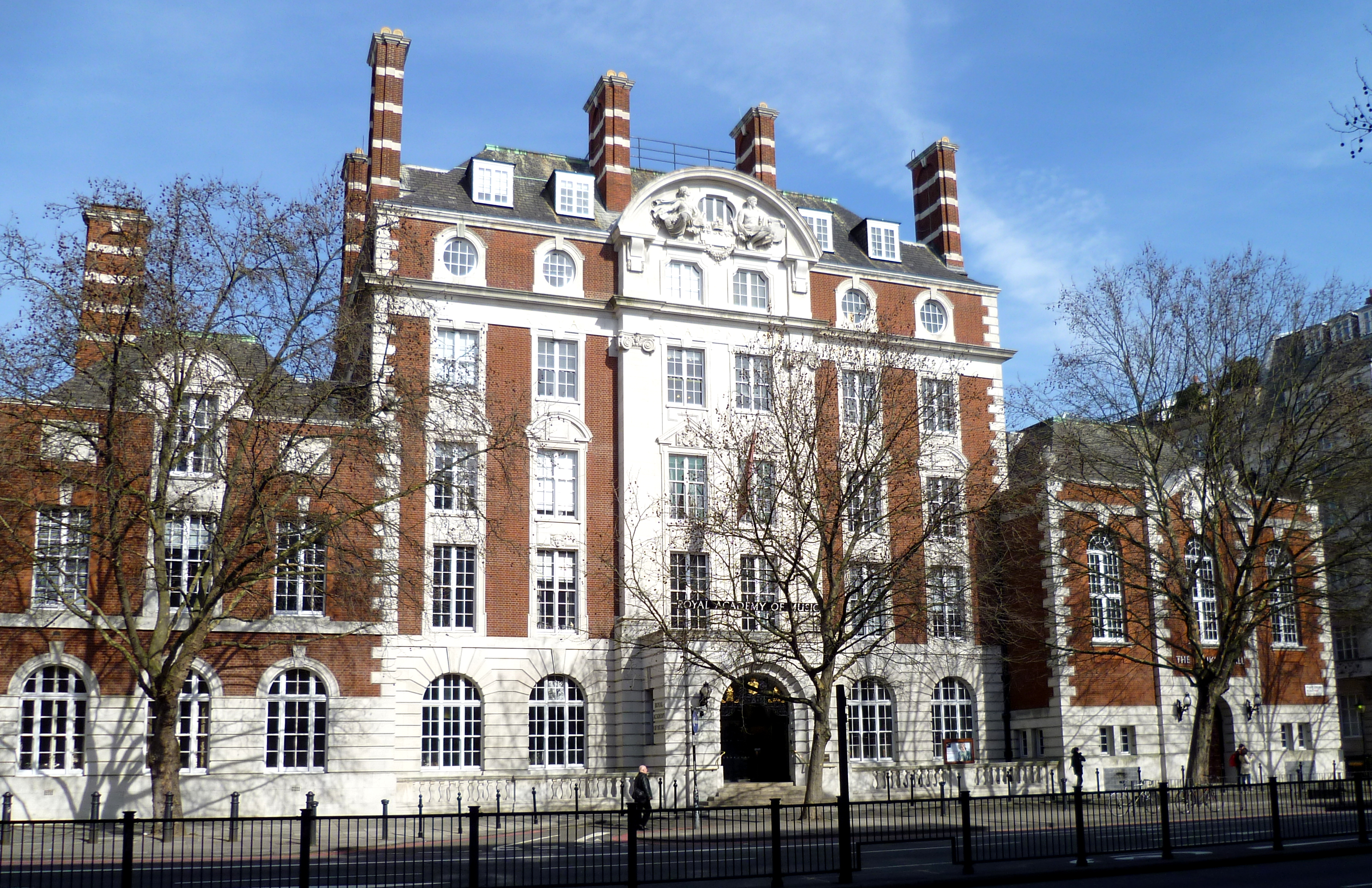
Królewska Akademia Muzyczna w Londynie.

ABRSM, Associated Board of the Royal Schools of Music - organizacja edukacyjna i dobroczynna grupująca uczelnie:
- Royal Northern College of Music
- Royal Academy of Music
- Royal College of Music
- Royal Conservatoire of Scotland

Organizuje międzynarodowe egzaminy i wydaje materiały edukacyjne.